# Hradiště V Obůrkách
Ostrožna V Obůrkách na východním okraji Vinoře je z velké části zaniklá archeologická lokalita se stopami pravěkého sídliště nebo hradiště. Místo bylo osídleno v několika pravěkých obdobích a je chráněno jako kulturní památka.

## Historie
Ostrožna V Obůrkách byla osídlena v eneolitu, na přelomu starší a mladší doby bronzové, kdy bylo sídliště opevněno, a v době halštatské. Archeologický výzkum lokality prováděla v letech 1959 a 1960  Marie Zápotocká. Ve výplni příkopu během výzkumu nalezla artefakty z období únětické a věteřovské kultury: mazanici, kamenné podložky, část hliněného závaží, zvířecí kosti a štípanou industrii. V mladších částech výplně se nacházely předměty datované do období mohylových kultur doby bronzové. Zlomky keramiky a množství zvířecích kostí byly také nalezeny v jiných sídlištních objektech věteřovské kultury.

## Stavební podoba
Pozůstatky sídliště se nachází v nadmořské výšce 255 metrů a zaujímají plochu jednoho hektaru. Ze tří stran chránily sídliště či hradiště strmé svahy ostrožny. Přístupnou východní stranu přehrazoval hrotitý příkop se šikmými stěnami, jehož původní šířka byla asi 2,5 metru a hloubka dosahovala 1,5 metru. Řadu kůlových jamek souběžných s příkopem vysvětlila Marie Zápotocká jako pozůstatky obytného domu, ale podle Miloše Vávry se jednalo o torzo hradby nebo palisády.